# ولایت هاریما

نقشه ژاپن در سال ۱۸۶۸ میلادی. این ولایت با رنگ تیره مشخص شده است.

ولایت هاریما (به ژاپنی: 播磨国 Harima no kuni) یکی از ولایت‌ها در تقسیم‌بندی کشوری قدیم ژاپن بود. این ولایت بخشی از هونشو است و امروزه قسمت جنوب غربی استان هیوگو را تشکیل می‌دهد. ولایت هاریما با ولایت تاجیما، ولایت تانبا، ولایت ستسو، ولایت بیزن، ولایت میماساکا همسایه بود. مرکز این ولایت هیمه‌جی، هیوگو بود.

## تاریخچه

### ارتباط با اودا نوبوناگا

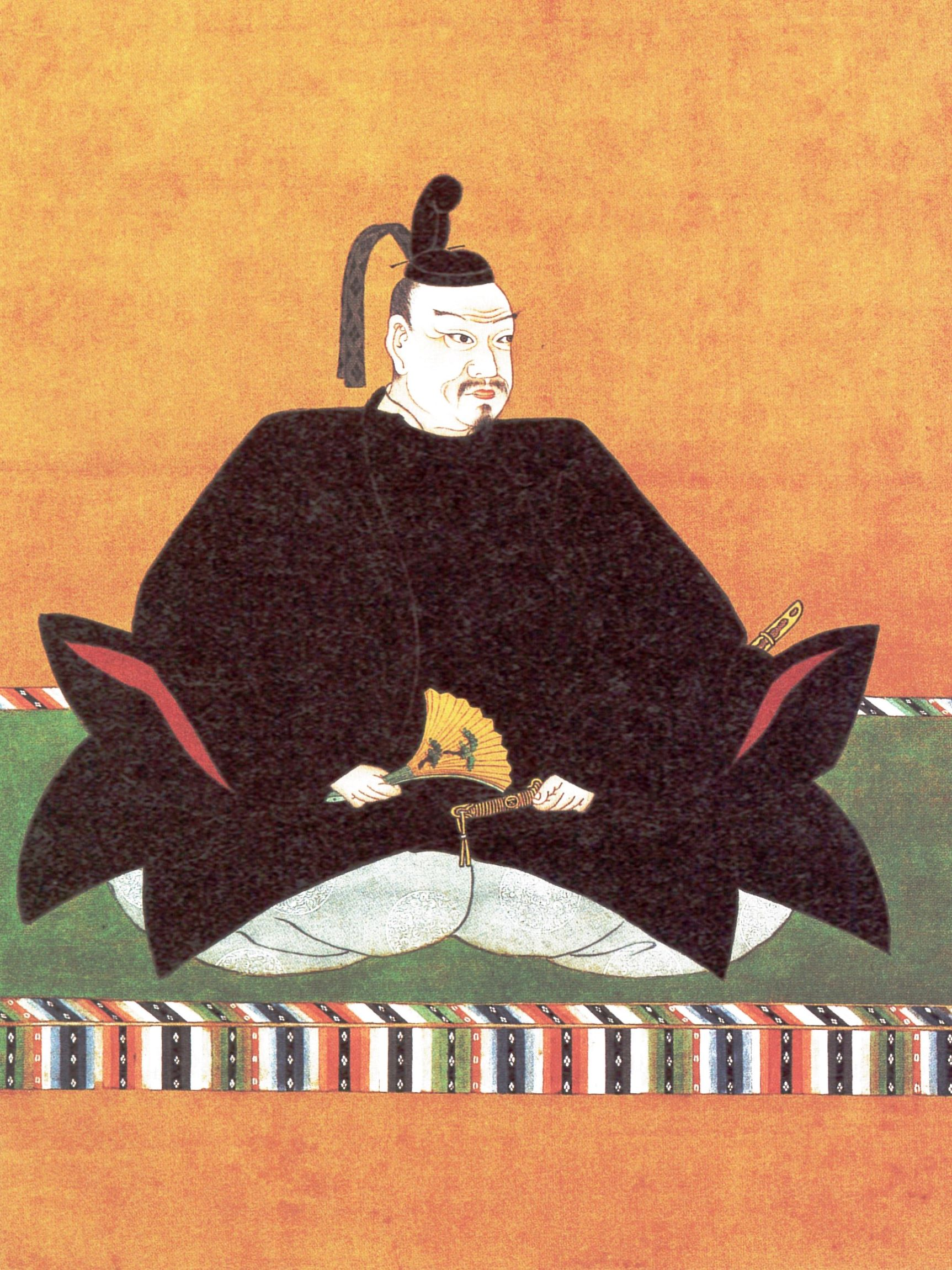
موری تروموتو رهبر خاندان موری در هنگام حمله به چوگوکو

پس از مرگ موری موتوناری رهبر خاندان موری در سال ۱۵۷۱، نوهٔ او موری تروموتو رهبر خاندان شد. اودا نوبوناگا و موری تروموتو نسبت به خاندان میوشی که پایگاهش در ولایت آوا بود؛ سیاستی توأم با خویشتنداری داشتند. همچنین ولایت تاجیما، ولایت هاریما و ولایت بیزن، ولایت‌های مستقلی بودند که بین این دو حائل شده و در این زمان خاندان موری و خاندان اودا روابط دوستانه‌ای با یکدیگر داشتند. بعد از ورود نوبوناگا به پایتخت کیوتو، نوبوناگا تسخیر قسمت شرقی دریای داخلی ستو را هدف قرار داد. برای جلوگیری از رسیدن به این هدف بارها خاندان میوشی و معبد ایشی‌یاما هونگان با وی درگیر شدند (نبرد قلعه نودا . قلعه فوکوشیما ۱۵۷۰). نوبوناگا سعی داشت که با خاندان کوبایاکاوا و خاندان موری که قسمت غربی دریای داخلی ستو را در اختیار داشتند، دشمن نشود. اما در سال ۱۵۷۵ نوبوناگا با خاندان اوتومو و خاندان شیمازو در کیوشو پیمان صلح بست و سعی کرد که با وحدت با این دو خاندان که روابط خوبی با خاندان موری نداشتند به خاندان موری فشار وارد کند. در سال ۱۵۷۳ نوبوناگا آخرین شوگون آشیکاگا یوشی‌آکی را از کیوتو راند.
در ماه هشتم سال سوم تنشو (۱۵۷۶) نوبوناگا به همراه دو ژنرال ارشدش هاشیبا هیده‌یوشی، آکچی میتسوهیده برای مقابله با شورش اچیزن ایکو-ایکی به ولایت اچیزن رفت و این شورش را سرکوب کرد و پس از تصرف بخشی از ولایت کاگا در ماه نهم همان سال به شیباتا کاتسوایه دستور ساخت قلعه فوکوئی را داد. این سرکوب صدمه بزرگی برای معبد ایشی‌یاما هونگان بود.
پس از تسلط نوبوناگا بر ولایت اچیزن، ارباب قلعه ایتامی (قلعه آری‌اوکا) در ولایت ستسو، آراکی موراشیگه که در آن زمان تابع نوبوناگا بود از خاندان‌های پرقدرت غرب ولایت هاریما گروگان‌گیری کرد. همچنین آراکی موراشیگه از اوراگامی مونه‌کاگه که با اوکیتا نائوایه در ولایت بیزن درگیر بود؛ پشتیبانی کرد اما نائوایه که در این زمان با خاندان موری روابط دوستی برقرار کرده بود، در ماه نهم سال ۱۵۷۵ پس از شکست اوراگامی مونه‌کاگه در نبرد تنجین یاماجو وی را ولایت بیزن بیرون راند و املاک وی را تصاحب کرد.
در ماه دهم، صاحب قلعه گوچاکو، کودرا ماساموتو، صاحب قلعه میکی، بشو ناگاهارو و صاحب قلعه تاتسونو، سایمورا ماساهیرو که زیر دست فرماندار از خاندان آکاماتسو در ولایت هاریما بودند، به همراه اوراگامی مونه‌کاگه که املاک خود را از دست داده بود در کیوتو با نوبوناگا دیدار کرده و با او متحد شدند.
از طرف دیگر نوبوناگا پیمانی که با خاندان موری بسته بود را نادیده گرفته و اماگو کاتسوهیسا و یاماناکا یوکیموری را که دشمنان خاندان موری بودند را مورد حمایت قرار داد. در سال ۱۵۷۴ نیروهای خاندان آماگو چندین قلعه از جمله قلعه واکاسا اونیگا را در ولایت هاریما مورد حمله قرار دادند.
در سال ۱۵۷۶ شوگون پانزدهم آشیکاگا یوشی‌آکی به بندر تومونوئورا در استان هیروشیما امروزی که در قلمروی خاندان موری بود نقل مکان کرد. شوگون از رهبر خاندان موری موری تروموتو دعوت کرد تا با نوبوناگا مقابله کند. در این راستا شوگون نامه‌های بسیاری را به دایمیوهای کشور فرستاد و از آنان خواست در جنگ با نوبوناگا جبهه متحدی را تشکیل دهند. در نتیجه نه تنها باقیمانده خاندان تاکدا و معبد ایشی‌یاما هونگان بلکه اوکیتا نائوایه از ولایت بیزن و بسیاری دیگر نیز به این جبهه پیوستند و بدین ترتیب حلقه محاصره نوبوناگا#سومین محاصره شکل گرفت.

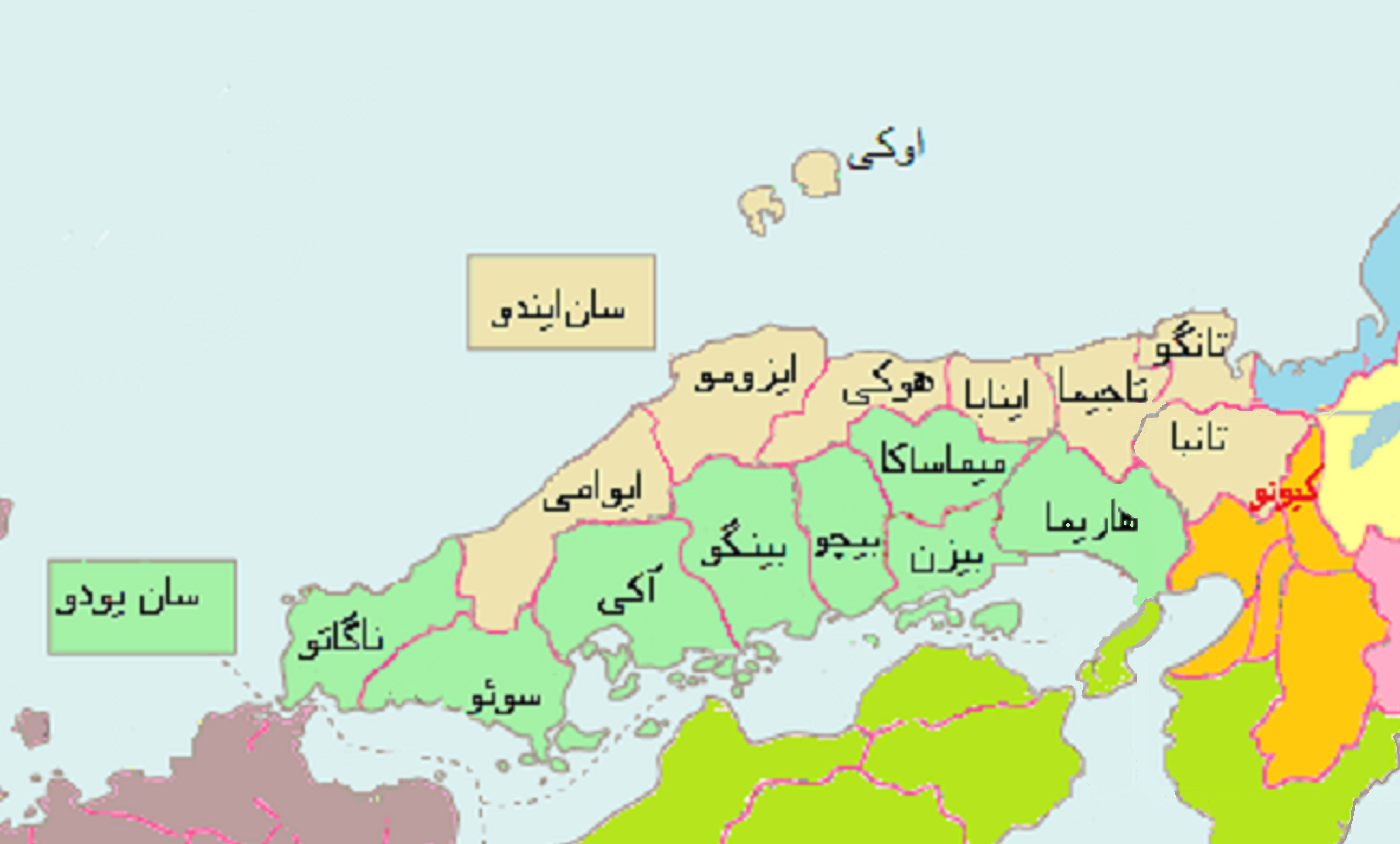
تقسیم‌بندی قدیم ناحیه چوگوکو، سان‌ایندو به رنگ نخودی و سان‌یودو به رنگ سبز مشخص شده است. چوگوکو در آغاز این حمله دارای ۱۶ ولایت بود.

## محاصره قلعه میکی

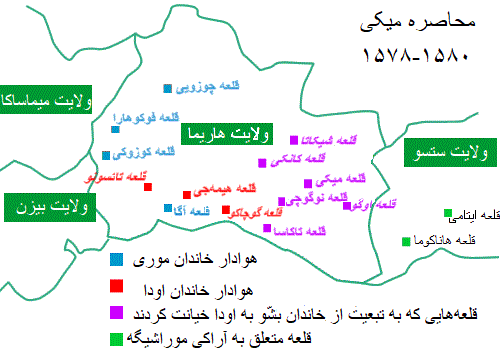
محاصره قلعه میکی

در حمله نوبوناگا به ناحیه چوگوکو به قصد نابودی خاندان موری، بشو ناگاهارو ابتدا به عنوان رهبری حمله شرکت کرد اما بعد از کشتار قلعه کوزوکی و گماشتن هاشیبا هیده‌یوشی به عنوان فرمانده کل حمله به چوگوکو احساس نارضایتی وی نسبت به نوبوناگا آغاز شد. همسراصلی وی دختر هاتانو هیده‌هارو از ولایت تانبا بود. نوبوناگا هنگام حمله به ولایت تانبا از وی درخواست همکاری کرد و از این پس بود که شورش وی علیه نوبوناگا آغاز شد. بسیاری از مخالفان نوبوناگا نیز به وی پیوسته و به حامیان نوبوناگا حمله کرده و بدین ترتیب قسمت شرقی ولایت هاریما به جبهه ضد نوبوناگا تبدیل شد.
پس از آن ناگاهارو به هاشیبا هیده‌یوشی که از امر نوبوناگا پیروی می‌کرد حمله کرد. ناگاهارو که ساکن قلعه میکی شده بود، جنگ علیه نوبوناگا را ادامه داد. از طرف دیگر شرایط دیگری مانند شورش آراکی موراشیگه بر ضد نوبوناگا یا حمایت خاندان موری از دشمنان نوبوناگا به نفع وی بود. وی توانست در مقطعی به پیروزی‌هایی هم دست یابد. تا بالاخره هیده‌یوشی در محاصره میکی توانست ابتدا دو قلعه ضمیمه (قلعه کانگی و قلعه شیکاتا) را در اطراف قلعه میکی را تصرف کند. سپس هیده‌یوشی راه حمایت و کمک رسانی خاندان موری را به قلعه میکی قطع کرد. در سال ۱۵۸۰ بعد از دو سال و نیم محاصره کامل قلعه میکی ناگاهارو برای نجات سربازان قلعه، به همراه زن و فرزند و برادران خود همگی هاراکیری کردند.